# 구시로 공항
구시로 공항(일본어: 釧路空港, IATA: KUH, ICAO: RJCK)은 일본 홋카이도 구시로시에 위치한 공항으로 애칭인 단초 구시로 공항은 구시로 습원에 서식하는 천연기념물 두루미의 이름을 따온 것이다.

## 운항 노선

### 국내선
| 항공사               | 목적지                                |
| -------------------- | ------------------------------------- |
| 일본항공             | 도쿄(하네다)                          |
| 전일본공수           | 도쿄(하네다), 삿포로(신치토세)        |
| AIRDO                | 도쿄(하네다)                          |
| 홋카이도 에어 시스템 | 삿포로(오카다마)                      |
| 피치 항공            | 계절편 : 오사카(간사이), 도쿄(나리타) |